# Río San Juan (Argentina)
El río San Juan es un curso de agua permanente, producto del deshielo de la Cordillera de los Andes. Es el río más importante de la provincia de San Juan, y se localiza en el área sur de la misma, discurriendo con dirección oeste-sureste, y en el centro oeste de Argentina.
El San Juan abastece al Gran San Juan, el décimo centro urbano más importante de Argentina que posee cerca de medio millón de habitantes. Además es el encargado de regar mediante obras de embalsado y canalización a los oasis agrícolas emplazados en los Valles de Tulum, Ullum y Zonda.
Origina los sistemas de ejes cartesianos de los departamentos Ullum, Zonda, Albardón, Angaco, San Martín, Caucete, 25 de mayo y Sarmiento. Posibilitando el desarrollo de una agricultura intensiva, con plantaciones, principalmente de vid, que caracteriza a la región.
Es también el río más importante de la región de Cuyo y la cuenca del río Desaguadero/río Colorado que desembocan en el Mar Argentino.

## Recorrido
El río se forma cerca de la localidad de Calingasta, al sudoeste de la provincia, de la confluencia de dos principales ríos: el Río Castaño, y el Río de los Patos. Estos últimos nacen en la Cordillera de los Andes a una altitud de alrededor de 4500 m s. n. m. en el oeste y el sudoeste de la provincia (en contraste, el río Jáchal recibe sus tributarios andinos en el norte de la provincia).
Desde Calingasta, el río va hacia el Este alimentando los embalses de Caracoles, Punta Negra y Embalse Quebrada de Ullum, cerca de la ciudad capital provincial de San Juan, continuando al sudeste y recibiendo más tributarios, incluyendo al río Mendoza, para desembocar luego en el río Desaguadero cerca de la Salina Pampa de las Latas (o Salina Bermejo), en el límite de las provincias de San Juan, Mendoza y San Luis.
El río tiene un caudal medio de 56 m³/s; su curso es de 500 km de longitud, y la cuenca cubre 39.906 km². El Embalse de Ullum, a 768 m s. n. m., tiene 32 km² y una capacidad volumétrica de 440 millones de m³.
El río San Juan es el principal y casi único medio que aporta el agua corriente (previos embalses y filtrados) a toda la ciudad Capital de San Juan y departamentos aledaños; así como también es el que mayormente se utiliza para regadío.

## Afluentes

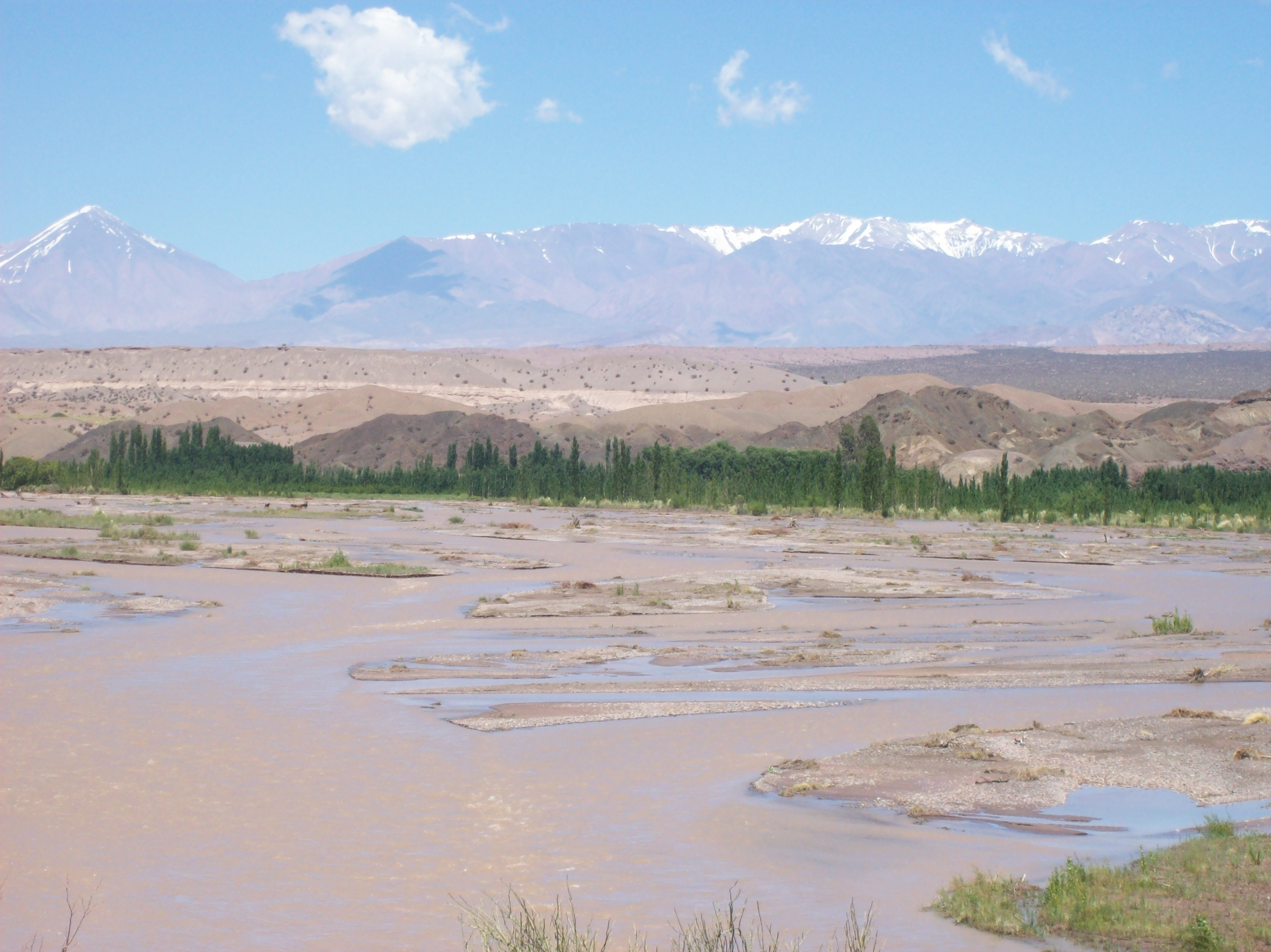
El río cerca de Calingasta.

Curso superior
- Río Castaño
- Río de los Patos

Curso medio
- Río Saso
- Río Uruguay

Curso inferior
- Río de la Ciénaga
- Arroyo Los Tapones
- Arroyo Agua Negra
- Dren Cochagual
- Río del Agua
- Río Mendoza

## Obras hidroeléctricas
El río San Juan a lo largo de su recorrido presenta algunas importantes obras hidroeléctricas, siendo la principal, Embalse Quebrada de Ullum que fue inaugurada en 1980, hoy es un importante embalse que beneficia más que positivammente el desarrollo agrícola en la región. También se ubica el dique José Ignacio de la Roza, que fue construido durante la presidencia de Juan Domingo Perón, siendo el mismo un repartidor del caudal, donde nacen los canales de riego para consumo de la población radicada en el aglomerado del Gran San Juan y uso agrícola en general.
En el 2008 se comenzó el llenado de una nueva obra hidroeléctrica, el Embalse Caracoles, ubicado aguas arriba del de Ullum. 
En  agosto de 2015 fue inaugurada la Represa Punta Negra  que se localiza en el kilómetro 35 de la Ruta Provincial 12, en el límite entre los departamentos Ullúm y Zonda.
En la actualidad se está desarrollando la construcción de la última represa planificada sobre dicho río, Represa El Tambolar a aproximadamente 1215.6 m s. n. m.

## Sismicidad
La sismicidad del área de Cuyo (centro oeste de Argentina) es frecuente y de intensidad baja, y un silencio sísmico de terremotos medios a graves cada 20 años en distintas áreas aleatorias.
Terremoto de Caucete 1977el 23 de noviembre de 1977, la región fue asolada por un terremoto y que dejó como saldo lamentable algunas víctimas, y un porcentaje importante de daños materiales en edificaciones.
Sismo de 1861aunque dicha actividad geológica ocurre desde épocas prehistóricas, el terremoto del 20 de marzo de 1861 señaló un hito importante dentro de la historia de eventos sísmicos argentinos ya que fue el más fuerte registrado y documentado en el país. A partir del mismo la política de los sucesivos gobiernos mendocinos y municipales han ido extremando cuidados y restringiendo los códigos de construcción. Y con el terremoto de San Juan de 1944 del 15 de enero de 1944 (81 años) el gobierno sanjuanino tomó estado de la enorme gravedad sísmica de la región.
El Día de la Defensa Civil fue asignado por un decreto recordando el sismo que destruyó la ciudad de Caucete el 23 de noviembre de 1977, con más de 40.000 víctimas sin hogar. No quedaron registros de fallas en tierra, y lo más notable efecto del terremoto fue la extensa área de licuefacción (posiblemente miles de km²).
El efecto más dramático de la licuefacción se observó en la ciudad, a 70 km del epicentro: se vieron grandes cantidades de arena en las fisuras de hasta 1 m de ancho y más de 2 m de profundidad. En algunas de las casas sobre esas fisuras, el terreno quedó cubierto de más de 1 dm de arena.